# Primii
Primii - First Ones este numele colectiv al unui grup de extratereștri din serialul TV științifico-fantastic Babylon 5 . 

## Prezentare generală
Primii sunt primele rase extraterestre ale galaxiei, primele ființe care au devenit conștiente de sine și primele care au ajuns în spațiul cosmic. Dintre aceste rase, rasa Lorien a fost prima dintre Primi, ființa Lorien fiind ea însăși prima ființă conștientă din Galaxie, afirmând că s-a născut cu mult timp în urmă și că era vie demult când Sistemul Solar s-a format pentru prima dată în urmă cu 4,5 miliarde de ani. Au fost urmați de Umbre și de Vorloni care au fost descoperiți și învățați de oamenii din rasa Lorien. Au apărut și alte rase, printre care Walkerii de pe Sigma 957 și altele. Împreună au obținut o mare iluminare și avansare tehnologică. Cu timpul, însă, multe dintre aceste rase au părăsit galaxia, unele decedând, altele îndreptându-se dincolo de marginea galactică în golul spațiului intergalactic. Dintre puținii care au rămas în urmă, cei mai mulți au rămas din motive cunoscute doar de ei, dar dintre aceste rase rămase, două ar fi fost însărcinate cu tutela raselor tinere (Minbari, Narn, Centauri, Oameni și altele). Acestea două rase ale Primilor cu rol de păstor sunt Vorlonii și Umbrele. Ceilalți Primi, după Marele Război din urmă cu 10.000 de ani tereștri, au rămas izolați. 
De-a lungul mileniilor, Vorlonii și Umbrele au început un război între ele datorat diferitele lor filozofii privind modul de a păstori rasele mai tinere. Vorlonii credeau că cel mai bun mod de a învăța rasele tinere ar fi prin ordine, lege și disciplină, în timp ce Umbrele credeau că cea mai bună cale de a învăța rase tinere ar consta în haos, conflict și distrugeri. Au devenit atât de implicate aceste două rase în propriul conflict asupra filozofiilor lor, încât ele înșiși și-au pierdut drumul, punând bazele unui ciclu nesfârșit de războaie în care rasele tinere au fost folosite ca pioni. 

### Războiul Umbrelor
În afară de Vorloni și Umbre, se mai aflau și alți membri ai Primilor în galaxie. Prima observare umană a uneia dintre aceste rase a avut loc în 2258, când nava Skydancer pilotată de Catherine Sakai a întâlnit o navă extraterestră ciudată în timp ce a investigat planeta Sigma 957. Odată cu izbucnirea Războiului Umbrelor în 2260, s-a decis că va fi în interesul celor care luptă contra Umbrelor să ceară ajutor acestor rase rămase. În 2260, o navă Stea Albă comandată de comandantul Ivanova și Rangerul Marcus Cole a luat legătura cu Walkerii de pe Sigma 957. Deși inițial a fost refuzată cererea lor de ajutor, Ivanova a fost capabilă să-i convingă pe Walkeri să fie de acord să ofere asistență în viitorul Război cu Umbrele la momentul potrivit. 
Mai târziu, în 2261, după ce Vorlonii s-au implicat  în război, Ivanova, cu ajutorul lui Lorien, a reușit să ia contact cu toți Primii rămași în galaxie. Ea i-a dus la punctul de întâlnire cu forțele aliate de la Coriana 6, unde au distrus distrugătorul de planete Vorlon în bătălia care a urmat. În afară de Walkeri, celelalte patru nave erau Lordul Kirishiac, Thoughtforce, Triumviron și Cuțitul Întunecat. În acest moment, Vorlonii și Umbrele au făcut o ultimă încercare de a forța rasele tinere să le accepte filozofia, fiecare spunându-le lui Sheridan și Delenn povestea din proprie perspectivă.  Fără ca Vorlonii și Umbrele să știe, Lorien a transmis, însă, aceste conversații către întreaga flotă unită a raselor tinere, după care secretul s-a aflat: Vorlonii și Umbrele, păzitori ai raselor tinere și reprezentanți ai Primilor, au eșuat în mare parte în sarcina lor și au fost consumați fiecare de propria filozofie, de propria lor luptă pentru a fi rasa „corectă”. La rândul său, rasele tinere i-au respins și pe Vorloni și pe Umbre și au solicitat în mod clar cele două rase mai vechi să le lase în pace. 
În acest moment, Lorien a spus că în sfârșit a venit momentul ca Primii rămași să părăsească galaxia și să se alăture celorlalți Primi dincolo de marginea galactică. Vorlonii și Umbrele au decis împreună să plece, iar ceilalți Primi au mers cu ei, inclusiv Lorien însuși. De atunci, rasele  tinere au rămas singure în galaxie, pentru a-și croi propriul drum în evoluția lor. După aceea, numai Lorien s-a întors în galaxie, o dată, în 2281, pentru a-l lua pe Sheridan cu el dincolo de Margine. Trupul lui Sheridan a dispărut și nu a fost niciodată recuperat. După aceea, Primii nu au mai fost văzuți din nou în interiorul galaxiei. 
Un milion de ani în viitor, oamenii și Minbari au evoluat, de asemenea, la statutul de Primi, în timp ce Centaurii și Narnii nu. 

### Universul extins
Informații suplimentare despre Primi au fost create pentru jocul Agents of Gaming RPG. Suplimentul, Războiul Anticilor, a identificat mai mulți dintre Primi: transcendentul Triad (care este a doua ființă după Lorien), telepaticii Mindriders , pariorii Torvalus, cei care căută mereu Walkerii de pe Sigma 957 și sângeroșii lorzi Kirishiac. 
Mai multe informații despre acest univers extins sunt de asemenea incluse în cartea Mongoose Publishing Darkness and Light asociată jocului Babylon 5 Roleplaying Game.